# The Purple Prince of Oz
The Purple Prince of Oz, publicado em 1932, é o vigésimo-sexto livro sobre a terra de Oz, série de livros criada por L. Frank Baum, e o décimo-segundo livro escrito por Ruth Plumly Thompson. Foi ilustrado por John R. Neill.